# Shabiha
De Shabiha (Arabisch: شبّيحة, šabbīḥa) was een vanaf de jaren tachtig van de twintigste eeuw in Syrië actieve militie. De naam is afgeleid van het Arabische woord voor spook of geest, geïnspireerd door de Mercedes Ghost, een auto die zeer in trek was bij de Shabiha vanwege de grote laadklep. In de jaren 80 werd de militie gedoogd door de regering. Oorspronkelijk was deze organisatie met name actief in de handel in verdovende middelen, afpersing en smokkel van goederen van Syrië naar Libanon. In de jaren negentig waren zij te dominant en hadden zij een te grote aanwezigheid in de kustregio van Syrië. Daarom werden zij door president Hafiz al-Assad verboden en neergeslagen. De groepering werd ontbonden en was in het jaar 2000 niet meer actief. In 2011 raakte de Shabiha betrokken bij de Syrische Burgeroorlog als officieus onderdeel van de krijgsmacht van de regering van president Bashar al-Assad. De Shabiha werd in 2012 ontbonden. De strijders zijn opgegaan in onder meer de National Defence Force.